# Eclipse solar de 10 de junho de 2021

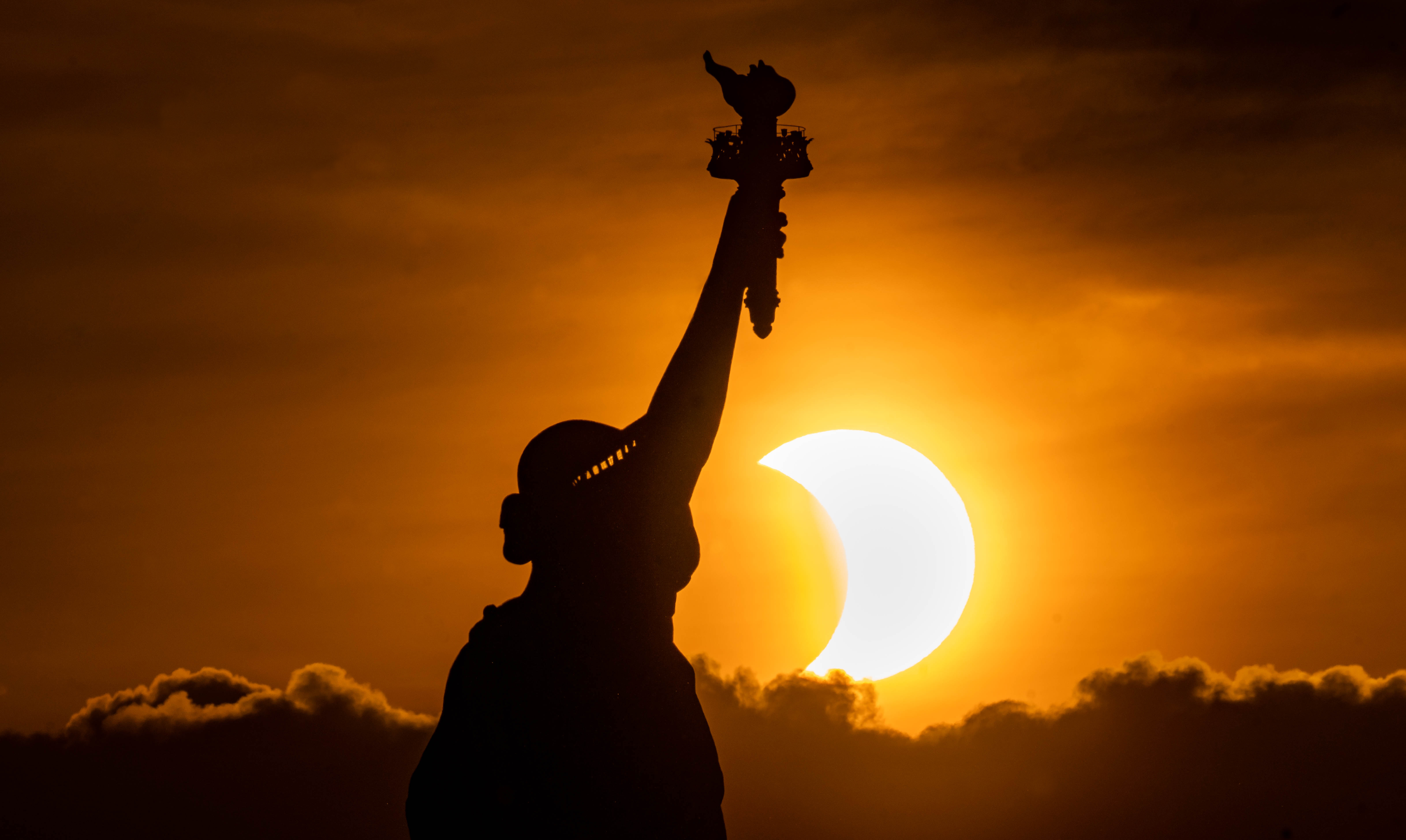
O eclipse solar visto da Estátua da Liberdade, em Nova Iorque.

Esquema animado mostrando as áreas atingidas pelo eclipse

O eclipse solar de 10 de junho de 2021 foi um eclipse anular visível no Canadá, no Ártico, na Europa e na Rússia. É o eclipse número 23 na série Saros 147 e tinha magnitude 0,9435..